# AVN Awards

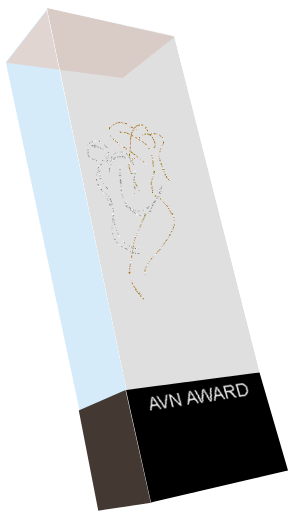

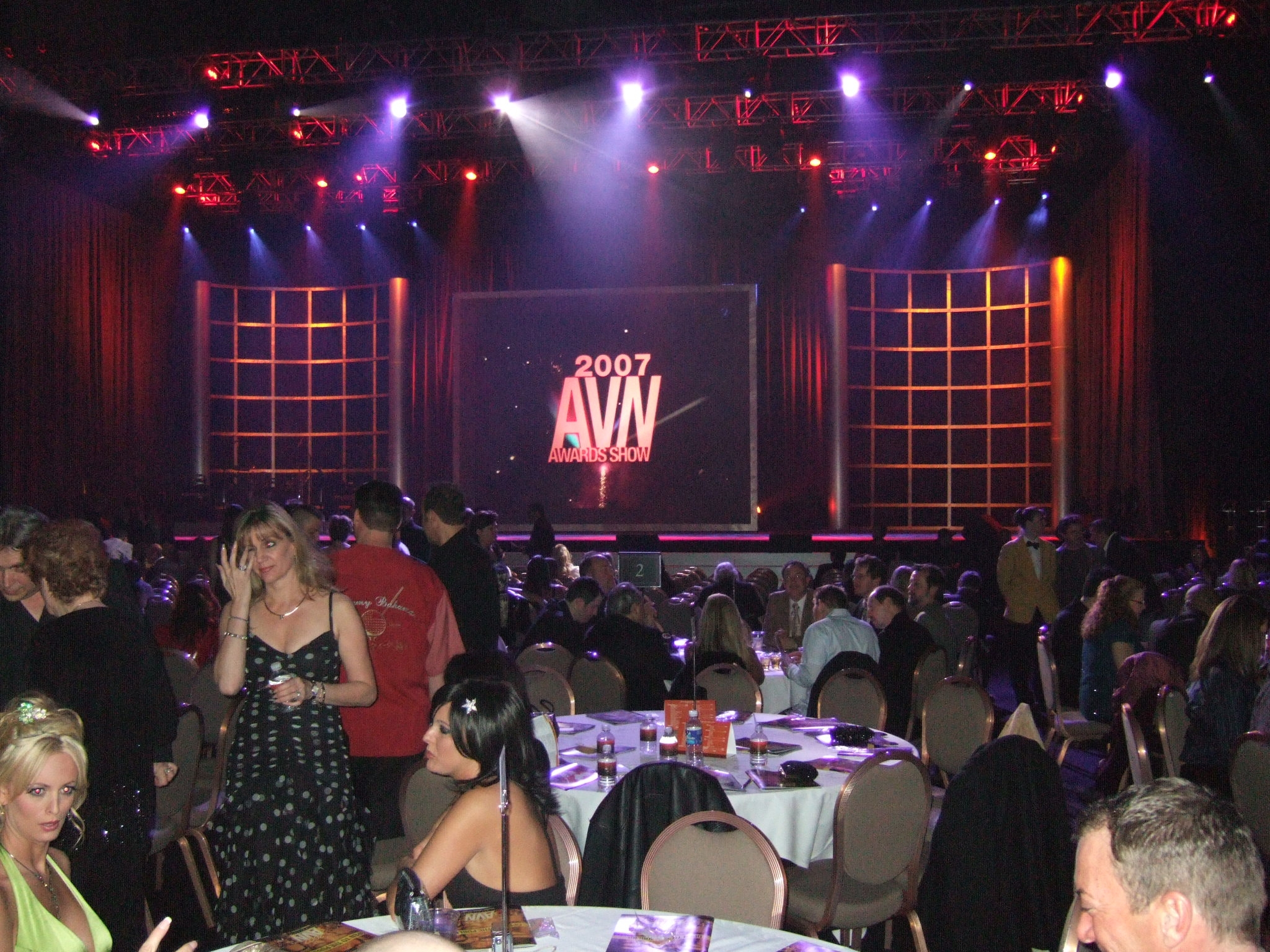
AVN Awards ceremoniál v roce 2007.

AVN Awards je filmové ocenění sponzorované americkým pornografickým magazínem AVN, který pravidelně uděluje ceny za mimořádné výkony. AVN Awards je často přirovnáván k Oscarům a někdy je označován jako "pornografický Oscar". AVN Awards má více než 100 kategorií, které vytváří analogii ke klasickým oceněním, avšak z pornografického úhlu pohledu. Patří sem technické kategorie (jako Best Cinematography nebo Best Editing) specifické (Best Specialty Release - Big Bust, Best MILF Release, Best Specialty Release - Foot Fetish), produkční (Best Film, Best All-Girl Feature, Best DVD, Best Ethnic-Themed Release), herecké (AVN Best New Starlet Award, AVN Female Performer of the Year, Transsexual Performer of the Year) a jiné.

## Hlavní kategorie
- Movie of the Year
- Female Performer of the Year
- Male Performer of the Year
- Female Foreign Performer of the Year
- Male Foreign Performer of the Year
- Best New Starlet
- Transsexual Performer of the Year
- All-Girl Performer of the Year
- Best Actor
- Best Actress
- Director of the Year
- Best Supporting Actress
- Best Drama
- Best Parody
- Best Star Showcase
- Best Boy/Girl Sex Scene
- Best Girl/Girl Sex Scene
- Best Anal Sex Scene
- Best Oral Sex Scene

## Ročníky
- 1. ročník udílení AVN Awards (1984)
- 2. ročník udílení AVN Awards (1985)
- 3. ročník udílení AVN Awards (1986)
- 4. ročník udílení AVN Awards (1987)
- 5. ročník udílení AVN Awards (1988)
- 6. ročník udílení AVN Awards (1989)
- 7. ročník udílení AVN Awards (1990)
- 8. ročník udílení AVN Awards (1991)
- 9. ročník udílení AVN Awards (1992)
- 10. ročník udílení AVN Awards (1993)
- 11. ročník udílení AVN Awards (1994)
- 12. ročník udílení AVN Awards (1995)
- 13. ročník udílení AVN Awards (1996)
- 14. ročník udílení AVN Awards (1997)
- 15. ročník udílení AVN Awards (1998)
- 16. ročník udílení AVN Awards (1999)
- 17. ročník udílení AVN Awards (2000)
- 18. ročník udílení AVN Awards (2001)
- 19. ročník udílení AVN Awards (2002)
- 20. ročník udílení AVN Awards (2003)
- 21. ročník udílení AVN Awards (2004)
- 22. ročník udílení AVN Awards (2005)
- 23. ročník udílení AVN Awards (2006)
- 24. ročník udílení AVN Awards (2007)
- 25. ročník udílení AVN Awards (2008)
- 26. ročník udílení AVN Awards (2009)
- 27. ročník udílení AVN Awards (2010)
- 28. ročník udílení AVN Awards (2011)
- 29. ročník udílení AVN Awards (2012)
- 30. ročník udílení AVN Awards (2013)
- 31. ročník udílení AVN Awards (2014)
- 32. ročník udílení AVN Awards (2015)
- 33. ročník udílení AVN Awards (2016)
- 34. ročník udílení AVN Awards (2017)
- 35. ročník udílení AVN Awards (2018)
- 36. ročník udílení AVN Awards (2019)